# Paythorne
Paythorne is een civil parish in het Engelse graafschap Lancashire met 95 inwoners.